# Something (chanson des Beatles)
Pour les articles homonymes, voir Something.
Singles de The Beatles
The Ballad of John and Yoko/Old Brown Shoe
(1969) Let It Be/You Know My Name (Look Up the Number)
(1970)
Pistes de Abbey Road
Come Together Maxwell's Silver Hammer
Something est une chanson des Beatles, écrite par George Harrison et parue sur l'album Abbey Road le 26 septembre 1969. C'est la seule chanson du guitariste qui se retrouvera, un mois plus tard, en face A d'un single couplée à Come Together de John Lennon. Ce disque atteindra la première place des hit-parades dans de nombreux pays, particulièrement aux États-Unis. Autre fait inhabituel concernant ce single publié le 31 octobre 1969, il arrivait après Abbey Road où les deux titres étaient déjà présents l'un derrière l'autre en ouverture de l'album. Something est également la seule chanson de Harrison à avoir atteint la première place des ventes alors qu'il était membre des Beatles. C'est une des chansons de Harrison inspirée par son épouse d'alors, Pattie Boyd, qui apparait à ses côtés dans la vidéo promotionnelle tournée à ce moment-là.  

## Genèse
George Harrison compose Something durant les sessions d'enregistrement de l'album blanc aux studios Abbey Road, en octobre 1968. Il profite d'une pause alors que Paul McCartney réalise des overdubs dans le studio no 2 et s'installe au piano dans le studio no 1, alors libre. La seule raison pour laquelle Something n'est pas sur l'album blanc est que la sélection des chansons a déjà été faite. Une version démo datant de cette période, où George chante sa chanson en s'accompagnant seul à la guitare, est disponible sur la compilation Anthology 3. Les Beatles répètent aussi la chanson vers la fin des sessions du projet Get Back le 28 janvier 1969. Harrison n'a pas encore complété son texte et ne trouve pas les paroles après « Something in the way she moves, attracts me like... » et John Lennon lui dit : « Tu n'as qu'à chanter attracts me like a cauliflower » (m'attire comme un chou-fleur), tu trouveras les bons mots plus tard ! » Harrison essaye ensuite « attracts me like a pomegranate ».  Ce sera finalement « attracts me like no other lover ». Toujours lors de ces répétitions de fin janvier 1969 dans le studio d'Apple Corps, il chante sur le pont de la chanson « What do you know Mister Show, I don't know I dont' know », ce qui deviendra « You're asking me will my love grow/You stick around, now it may show, I  don't know I dont' know ». 
Les deux sources d'inspiration pour sa plus célèbre ballade furent son épouse d'alors, Pattie Boyd, à qui ce texte semble être adressé — et aux côtés de qui il se montre dans le clip vidéo de la chanson —, et un morceau de l'artiste James Taylor, Something in the Way She Moves, titre qui, accolé aux paroles « ...attracts me like no other lover », est devenu la première phrase de la chanson de Harrison. James Taylor était à l'époque sous contrat avec Apple Records, et avait enregistré Something in the Way She Moves le 3 octobre 1968 aux studios Trident à Londres, tandis que les Beatles travaillaient au même endroit sur une autre chanson de George, Savoy Truffle.
En ce début 1969, Harrison ne destine pas forcément Something aux Beatles. Il la propose premièrement à Joe Cocker et à Jackie Lomax, puis finalement, en mai 1969, il décide de l'enregistrer avec le groupe pour l'album Abbey Road.

## Enregistrement
L'enregistrement de Something s'étale sur quatre journées différentes : les 2 et 5 mai 1969, le 16 juillet et enfin le 15 août. La version originale enregistrée en mai 1969 dure plus de huit minutes, avec une partie de piano jouée par John Lennon à la fin et une mélodie supplémentaire en contrepoint au milieu du morceau. La mélodie en question et le piano de Lennon sont coupés dans la version finale. Mais ce dernier se servira ensuite de ce qu'il jouait pour en faire la base de son titre Remember sur le disque John Lennon/Plastic Ono Band. Billy Preston est à l'orgue Hammond.
La partie de basse jouée par Paul McCartney est très fournie, très présente, et développe sa propre ligne mélodique. On peut considérer, soit qu'elle embellit le morceau, soit qu'elle est nettement trop chargée. C'était l'avis de George Harrison. Paul explique de son côté qu'il voulait juste « servir au mieux cette chanson ».
L'arrangement pour cordes a été écrit par George Martin, qui en dirige l'orchestration effectuée le 15 août 1969.

## Fiche technique

### Interprètes
- George Harrison : chant, guitare électrique
- John Lennon : piano
- Paul McCartney : basse, chœurs
- Ringo Starr : batterie
- Billy Preston : orgue

### Personnel additionnel
- Billy Preston : orgue Hammond
- Orchestre : violons, altos, violoncelles

### Équipe technique
- George Martin : production, arrangements orchestraux
- Geoff Emerick : ingénieur du son
- Jeff Jarratt : ingénieur du son
- Glyn Johns : ingénieur du son
- Phil McDonald : ingénieur du son

## Paroles et musique
Le thème de la chanson est assez simple, et traite de l'affection du narrateur pour son aimée, mais aussi le côté incertain de leur relation. La fille lui demande si l'amour du narrateur pour elle va grandir, ce dont celui-ci n'est pas sûr.
L’interprète de Something est George Harrison. Le tempo de la chanson est d'environ 66 battements par minute et reste constant tout au long de la chanson, bien qu'il soit doublé pendant le pont, correspondant de facto à 132 bpm. La mélodie démarre en do majeur et continue dans cette tonalité sur les deux premiers couplets avant le pont de huit mesures, cette fois-ci dans la tonalité de la majeur. Après le pont (« You're asking me will my love grow, I don't know »), retour en do pour le solo de guitare joué par Harrison et la fin du morceau.

## Parution et réception

### Succès commercial
Si Something entra dans les charts américains trois semaines après sa sortie sur l'album Abbey Road, le 18 octobre 1969, on commença à douter que la chanson puisse atteindre le sommet du hit-parade. À l'époque, les ventes et la diffusion des deux faces d'un même single étaient comptées séparément, et la popularité de Come Together concurrençant celle de Something, il n'était absolument pas certain que le single pourrait atteindre la première place.
Cependant, le 29 novembre, le magazine Billboard commença à additionner les performances de chaque face dans ses calculs. Ainsi, Something occupa la première place des charts américains pendant une semaine, avant d'en sortir deux mois plus tard. Dans le classement concurrent de Cash Box, où les performances des deux faces restaient séparées, Something atteignit la deuxième place, tandis que Come Together passa trois semaines en tête. Trois semaines après sa sortie, le single fut certifié disque d'or, et il devint de platine en 1999.
Au Royaume-Uni, Something sortit en single le 31 octobre. Si la chanson entra dans les charts le 8 novembre, elle ne fut pas un grand succès, n'atteignant que la quatrième place, avant de sortir du classement trois mois après sa sortie. La reprise de Shirley Bassey se classa également quatrième. Lors de la première impression du 45 tours canadien, Something a été par erreur placée sur la face B.
Cette chanson se retrouvera dans les compilations des meilleurs succès The Beatles 1967–1970 et 1 bien qu'elle n'ait pas été retenue pour les compilations britannique et américaine intitulées 20 Greatest Hits parues en 1982.
Outre l'inclusion de la démo à la voix et guitare sur Anthology 3, un autre enregistrement démo, cette fois avec voix, guitare et piano, est inclus dans le disque un de la version de luxe de l'album Abbey Road parue en 2019 et sur le disque trois, la prise 39 où l'on entend seulement l'orchestration de George Martin.

### Film promotionnel
Produit par Apple Records et les Beatles, ce clip met en scène les quatre membres du groupe avec leurs épouses, tous les couples étant filmés séparéments. On y voit George Harrison et sa femme Pattie dans leur domaine Kinfauns à Esher et Ringo Starr et Maureen à Elstead dans leur domaine appelé Brookfield, ces deux domaines se trouvant dans le comté de Surrey. John Lennon et Yoko Ono sont filmés à Tittenhurst Park à Ascot dans le Berkshire tandis que Paul McCartney et Linda à Mull of Kintyre, dans leur ferme à l'extrémité sud de la péninsule de Kintyre à l'ouest de l'Écosse. Avec ces derniers, on aperçoit Martha, le chien de race bobtail de McCartney, immortalisé dans la chanson Martha My Dear. On retrouve aujourd'hui ce clip dans les rééditions augmentées de la compilation 1 publiées en 2015.

### Accueil critique
En 1970, alors que les Beatles étaient déjà séparés, Something reçut l'Ivor Novello Award de la meilleure chanson pour sa musique et ses paroles. Elle commença également à être reprise par d'autres artistes, dont Elvis Presley, Frank Sinatra, The O'Jays, et même Ray Charles, qui était la personne que Harrison avait en tête comme chanteur lorsqu'il écrivit la chanson. Par la suite, Harrison a cependant déclaré que ses reprises favorites étaient celle de James Brown et de Smokey Robinson.
Something a continué à recevoir des louanges des professionnels de la musique, des années après sa parution. Le site de la BBC l'a élue 64e meilleure chanson de tous les temps. D'après la BBC, « Something montre mieux que toute autre chanson canonique des Beatles que le groupe comprenait trois grands auteurs, pas seulement deux ». Le site officiel des Beatles affirme que « Something souligne la progression de George Harrison comme un auteur majeur ». En 1999, BMI a classé Something 17e dans la liste des chansons les plus interprétées du XXe siècle, avec cinq millions de performances en tout. En ce qui concerne les Beatles, la liste comprenait également Yesterday et Let It Be. En 2004, Something arriva à la 273e place du classement du magazine Rolling Stone des 500 plus grandes chansons de tous les temps.

## Postérité

### Accueil artistique
Quoique Harrison lui-même ait fait preuve de dédain à l'égard de la chanson — il déclara par la suite : « Je l'ai mise au frigo pendant six mois parce que je la pensais trop simple » — les deux auteurs principaux du groupe, John Lennon et Paul McCartney, ont tous deux affirmé qu'ils estimaient beaucoup Something. Lennon a déclaré qu'il s'agissait de la meilleure chanson de l'album, et pour McCartney, « c'est la meilleure qu'il ait écrite ». Les deux auteurs avaient en grande partie ignoré les compositions de Harrison avant Something, leurs propres chansons étant sous les feux de la rampe. Par la suite, Lennon a expliqué : « Il y a eu une période embarrassante pendant laquelle les chansons de George n'étaient pas très bonnes, et personne ne voulait rien dire. Pendant longtemps, il n'a pas joué dans la même catégorie. Ce n'était pas pour le descendre, il n'avait simplement pas notre expérience d'auteurs ».
Frank Sinatra fut particulièrement impressionné par Something, qu'il appelait « la meilleure chanson d'amour jamais écrite ». Il l'interpréta des centaines de fois en concert, et affirma une fois qu'il s'agissait de la « composition Lennon/McCartney » qu'il préférait. George Harrison ne semblait pas se soucier de cette confusion de la part du crooner américain, et il emprunta même une modification des paroles apportée par Sinatra. La chanson originale avait « You stick around now it may show » dans ses paroles, et Sinatra chantait « You stick around, Jack, she might show ». Harrison employa les paroles modifiées lorsqu'il interprétait Something en tournée.
Le 29 novembre 2002, un an après la mort de George Harrison, Paul McCartney et Eric Clapton interprétèrent Something lors du concert-hommage organisé par Clapton, le Concert for George, au Royal Albert Hall de Londres. Leur interprétation fut nommée pour le Grammy Award de la meilleure collaboration pop avec chant. Bob Dylan a aussi chanté Something en hommage à Harrison après sa mort. Paul McCartney a également repris la chanson, en s'accompagnant simplement d'un ukulélé, durant ses tournées Back in the U.S. en 2002 et Back in the World en 2003 ; comme George Harrison aimait cet instrument, ces reprises furent à chaque fois acclamées par le public.

### Reprises
Après la séparation des Beatles, Something a été reprise par de très nombreux artistes majeurs comme Shirley Bassey, Elvis Presley, Frank Sinatra, James Brown, Julio Iglesias, Hank Marvin, Ray Charles ou Smokey Robinson, devenant la deuxième chanson la plus reprise du groupe après Yesterday. Paul McCartney a repris pour la première fois Something au ukulélé lors du concert-hommage à George Harrison organisé par Eric Clapton le 29 novembre 2002 au Royal Albert Hall de Londres. Il a ensuite continué sous cette formule (seul avec le petit instrument à quatre cordes) lors de sa tournée mondiale en 2003. En 2020, le groupe américain Vulfpeck publie sur son album The Joy of Music, The Job of Real Estate une reprise de la chanson de George Harrison, enregistrée en public avec Bernard Purdie à la batterie. 
Voici une liste non exhaustive des reprises majeures de la chanson :
| Année | Artiste                               | Album, film, etc.                                           |
| ----- | ------------------------------------- | ----------------------------------------------------------- |
| 1969  | Peggy Lee                             | Is That All There Is?                                       |
| 1969  | Joe Cocker                            | Joe Cocker!                                                 |
| 1969  | Tony Bennett                          | Tony Sings the Great Hits of Today                          |
| 1970  | Perry Como                            | It's Impossible                                             |
| 1970  | The Percy Faith Strings               | The Beatles Album                                           |
| 1970  | Ray Stevens                           | Everything is Beautiful                                     |
| 1970  | Booker T. & The M.G.'s                | McLemore Avenue                                             |
| 1970  | Isaac Hayes                           | The Isaac Hayes Movement                                    |
| 1970  | Shirley Bassey                        | Something et édité en single, no 4 au UK Singles Chart      |
| 1970  | King Curtis                           | Get Ready                                                   |
| 1970  | The Shadows                           | Shades of Rock (instrumental)                               |
| 1970  | Martha and the Vandellas              | Natural Resources                                           |
| 1970  | Donald Lautrec                        | en français sous le titre Quelqu'un, quelque part           |
| 1971  | Mina                                  | Mina                                                        |
| 1971  | Stu Phillips & The Hollyridge Strings | The George, John, Paul & Ringo Songbook                     |
| 1971  | Andy Williams                         | Love Story                                                  |
| 1971  | Ray Charles                           | Volcanic Action of My Soul                                  |
| 1972  | Ike and Tina Turner                   | édité en single sous le titre Something in the Way He Moves |
| 1972  | Elvis Presley                         | Aloha From Hawaii Via Satellite, no 1 aux États-Unis        |
| 1973  | Renée Claude                          | en français sous le titre Peut-être                         |
| 1973  | Michèle Richard                       | en français sous le titre Quelqu'un                         |
| 1980  | Frank Sinatra                         | Trilogy                                                     |
| 1981  | Sarah Vaughan                         | Songs of the Beatles                                        |
| 1989  | The Allen Toussaint Orchestra         | Beatles Songbook                                            |
| 1993  | Larry Coryell                         | Come Together - Guitar Tribute to The Beatles               |
| 1993  | Giovanni (en)                         | Plays Beatles Love Songs Vol. 1                             |
| 1999  | Helloween                             | Lay All Your Love On Me single (édition japonaise)          |
| 2000  | Gilberto Gil & Milton Nascimento      | Gil & Milton                                                |
| 2002  | Musiq Soulchild                       | Juslisen                                                    |
| 2003  | Paul McCartney & Eric Clapton         | Concert for George                                          |
| 2007  | Jim Sturgess                          | Across the Universe                                         |
| 2007  | Celine Dion & Joel Walsh              | Live at CBS TV Special (That's Just The Woman In Me)        |
| 2009  | The Leisure Society                   | Beatles Mania                                               |
| 2010  | Soulive (en)                          | Rubber Soulive (en)                                         |
| 2011  | Mary Byrne                            | Mine & Yours                                                |
| 2020  | Vulfpeck                              | The Joy of Music, The Job of Real Estate                    |